# Campeonato Sudamericano de Trampolín de 2017
El V Campeonato Sudamericano de Gimnasia Trampolín, DMT y Tumbling 2017, es disputado en la ciudad de Paipa, Colombia, 14 al 17 de septiembre de 2017, bajo la organización de la Confederación Sudamericana de Gimnasia y la Federación Colombiana de Gimnasia.

## Participantes
En el campeonato participaron 8 países. Cada país podía presentar una máximo de 32 participantes, 4 por cada modalidad y por género.
- Argentina
- Bolivia
- Brasil
- Colombia
- Chile
- Ecuador
- Panamá
- Venezuela

## Medallistas
Solo los ganadores de la categoría senior. No hubo competencia senior de trampolín sincronizado.
| Evento                     | Oro                      | Plata           | Bronce         |
| -------------------------- | ------------------------ | --------------- | -------------- |
| Masculino                  |                          |                 |                |
| Trampolín individual       | Calero Álvaro            | Cury Federico   | Junior Lucas   |
| Tumbling                   | Ayala Nelson             | Calle Jhonny    | No hubo        |
| Doble Minitramp individual | Adorno Lucas             | Junior Lucas    | Varcarcel Juan |
| Femenino                   |                          |                 |                |
| Trampolín individual       | Cardoso Daienne          | Simao Ingrid    | Rojo Alida     |
| Tumbling                   | Aparecida da Costa Thais | No hubo         | No hubo        |
| Doble Minitramp individual | Colombo Mara             | Galli Marianela | No hubo        |

## Medallero
El país sede está resaltado en azul lavanda
| Núm. | País     | Oro | Plata | Bronce | Total |
| ---- | -------- | --- | ----- | ------ | ----- |
| 1    | Colombia | 0   | 0     | 0      | 0     |
| 2    |          | 0   | 0     | 0      | 0     |
| 3    |          | 0   | 0     | 0      | 0     |